# Margaréta (keresztnév)
A Margaréta görög eredetű női keresztnév, jelentése: gyöngy.

## Névnapok
- január 18.
- január 19.
- február 22.
- június 10.
- július 20.
- október 16.
- október 17.

## Híres Margaréták
Mata Hari, azaz Margaretha Zelle